# فاجعه ۲۰۲۰ معدن یشم هپاکانت
فاجعهٔ ۲۰۲۰ معدن یشم هپاکانت، در ۲ ژوئیه بر اثر رانش زمین در یک معدن یشم سبز در محدودهٔ شهر هپاکانت که در ایالت کاچین میانمار قرار دارد، رخ داد. در این فاجعه حداقل ۱۶۲ نفر کشته شدند. این در حالی است که منابع غنی معدنی یشم سبز میانمار به حوادث و تلفات انسانی‌اش شناخته می‌شود که فاجعهٔ ۲۰۲۰ مرگبارترین حادثه تاکنون بوده‌است. سنگ‌های یشم سبز که بر اثر فشار بسیار زیاد کوه‌های هیمالیا تشکیل می‌شوند در یک فرایند سنتی استخراج شده و به همین علت حوادث و تلفات انسانی‌اش تکراری است. رانش زمین در سال ۲۰۲۰ میلادی به قدری شدت داشته که ایجاد یک تودهٔ بزرگ گل و لای تمامی محدودهٔ معدن و سکونت کارگران را دفن کرده‌است.